# Узбой
Узбой (на туркменски: Oʻzboʻy; на руски: Узбой) е древната долина на река Амударя, водите на която са подхранвали древното Саръкамъшко езеро и са се вливали в Каспийско море. Намира се в северозападната част на Туркменистан и ограничава от северозапад пустинята Каракум. Долината се простира на протежение около 550 km, а дължината на коритото на древната река в нея, заедно с множеството ѝ меандри достига 775 km. Започва на 50 m н.в. от Саръкамъшкото езеро на североизток и завършва на -25 m н.в. южно от град Балканабад. Цялата долина представлява верига от солончакови падини и солени езера, а на някои места и пресни водоеми, подхранвани от грунтови (подземни) води. По бреговете на долината ясно се очертават 4 надзаливни тераси на древната река. Обрасла е със саксаул, а край водните басейни се среща тамарикс и тръстика. В района на село Ясхан (на 105 km източно от град Балканабад) е открит голям подземен басейн с прясна вода, от който град Балканабад се снабдява с питейна вода.